# Jón Tyril

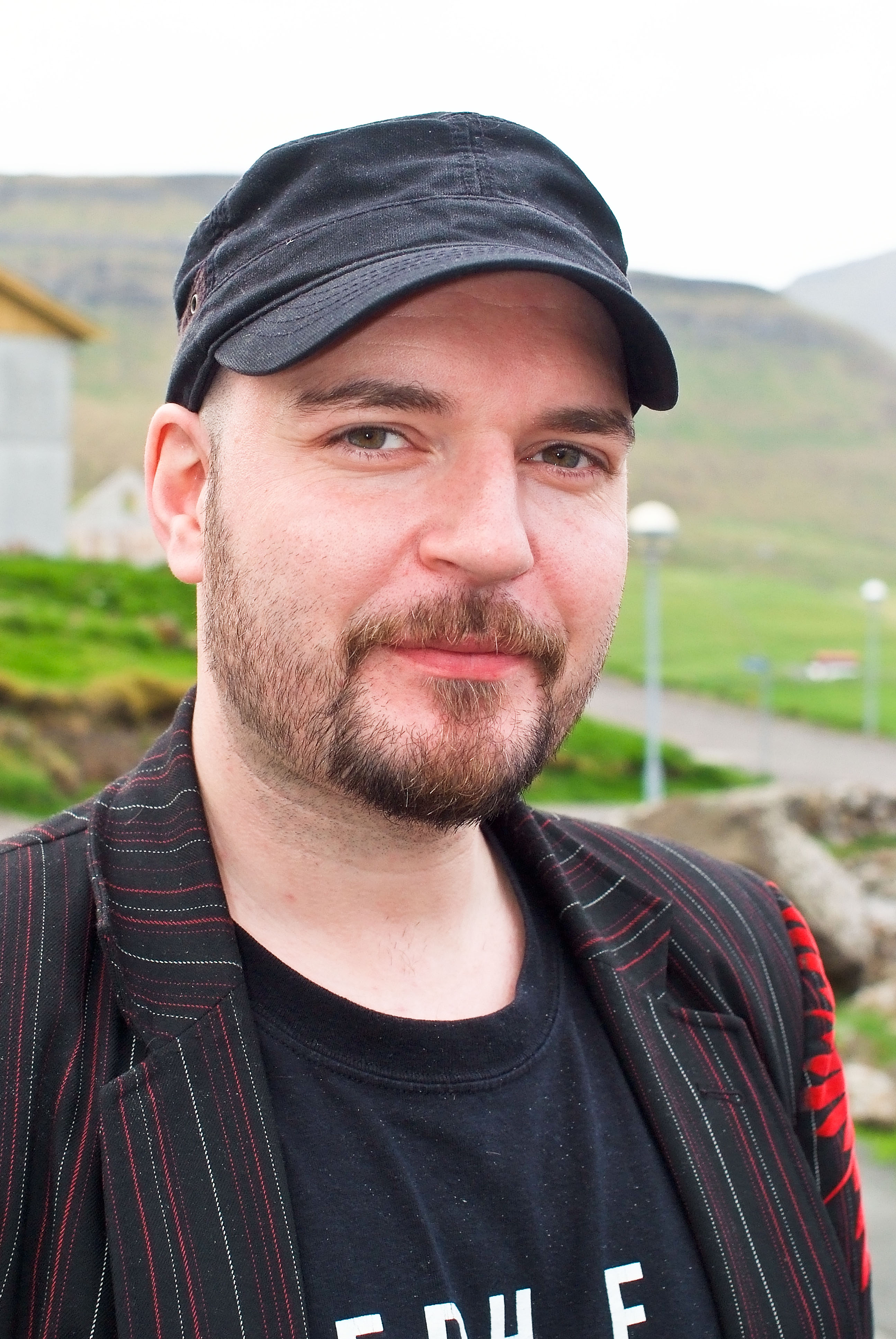
Jón Tyril (2008)

Jón Tyril [jɔun ˈtiːrɪl] (* 23. Dezember 1973 in Gøta, Färöer) ist ein färöischer Rockmusiker und Musikmanager.
Jón Tyril ist der Sohn von Sunneva und Flóvin Tyril und in Norðragøta aufgewachsen.
1998 war Jón Tyril Mitbegründer des Musikerkreises Grót, der zusammen mit dem Veranstaltungsort Losjan in Gøta eine kreative Musikszene etablierte. Im gleichen Jahr gründete er mit anderen die Band Clickhaze, die 2002 den Prix Føroyar gewann und zu den bedeutendsten färöischen Bands aller Zeiten gezählt wird.
Aus der Band gingen erfolgreiche Künstler wie Eivør Pálsdóttir, Høgni Lisberg, Petur Pólson und Jens L. Thomsen (ORKA) hervor. Jón Tyril war Produzent von Clickhaze, spielte dort Gitarre und schrieb einige der Songs.
2001 war er Veranstalter und Produzent des Free Føroyar-Konzeptes, das nach dem ersten Konzert vom Jugendverband Unga Tjóðveldið (der linksrepublikanischen Partei Tjóðveldi) übernommen wurde.
Nach der Auflösung von Clickhaze startete Jón Tyril 2002 das G! Festival. Es war das erste Openair-Festival überhaupt auf den Färöern und wurde schnell zu einem der größten jährlichen Events des Landes. 2005 bekam er dafür den nationalen Kulturpreis Mentanarvirðisløn M. A. Jacobsens für besondere kulturelle Leistungen.
Außerdem ist Jón Tyril Veranstalter der nationalen Ausscheidungen zum GBOB (Global Battle of the Bands) und arbeitet eng mit dem GBOB-Gewinner Boys in a Band zusammen.
2002 war Jón Tyril Løgtingskandidat für den linksrepublikanischen Tjóðveldisflokkurin, wurde aber nicht gewählt und trat später aus der Partei aus. Er bezeichnet sich selbst als Anhänger des Libertarismus und Existenzialismus und beteiligt sich u. a. als Moderator des größten färöischen Internetforums kjak.fo an der gesellschaftlichen Debatte.